# Michał Gliński
Michał Gliński (ur. ok. 1470, zm. 1534) – kniaź litewski, marszałek nadworny litewski w latach 1500–1506, stryj Heleny, żony wielkiego księcia moskiewskiego Wasyla III.

## Życiorys
Ród Glińskich herbu własnego był pochodzenia tatarskiego. Michał Gliński był synem Lwa, o którym brak bliższych danych. Po studiach we Włoszech, gdzie przeszedł na katolicyzm, Michał Gliński uczył się sztuki wojskowej w Niemczech, przebywał na dworze cesarza Maksymiliana, latem 1498 w służbie księcia saskiego Albrechta odbył wyprawę do Fryzji. Po jej ukończeniu wrócił na Litwę, uzyskał poparcie wielkiego księcia litewskiego Aleksandra Jagiellończyka. W 1500 został marszałkiem nadwornym na Litwie, w 1501 namiestnikiem mereckim i zarządcą wielkoksiążęcej mennicy i wosków. Był sygnatariuszem unii piotrkowsko-mielnickiej 1501 roku. W tym samym roku odbył poselstwo do króla Czech i Węgier Władysława Jagiellończyka, prosząc go o pomoc w wojnie moskiewskiej, a w 1502 jako delegat Litwy na sejmie koronacyjnym krakowskim zabiegał o taką samą pomoc ze strony polskiej. W 1505 otrzymał starostwo bielskie wraz z dziedzicznym posiadaniem rozległych dóbr na Polesiu i Podlasiu.
W 1506 jako naczelny wódz odparł najazd Tatarów, odnosząc świetne zwycięstwo pod Kleckiem na Rusi Czarnej, było to pierwsze zwycięstwo nad Tatarami, uzyskane na taką skalę dzięki zastosowaniu nowych metod walki.
W 1508 roku Michał Gliński został oskarżony przez opozycję możnych litewskich – z wojewodą trockim Janem Zabrzezińskim na czele – o próby opanowania przez niego tronu wielkoksiążęcego po śmierci Aleksandra. Gliński wytoczył skargę o oszczerstwo, ale król odłożył rozpatrzenie sprawy na później i do tego czasu pozostawał niezatwierdzony przez króla na urzędzie marszałka nadwornego i zarządcy mennicy. Po nierozstrzygniętym przez sąd sporze, zamordował w dniu 2 lutego 1508 roku pod Grodnem swojego oskarżyciela wojewodę Zabrzezińskiego. Następnie ruszył z 700-konnym oddziałem do Kowna, zawrócił do Nowogródka, by 10 lutego udać się do swego dziedzicznego Turowa. Stamtąd siedmiokrotnie ofiarowywał królowi wierną służbę dla Rzeczypospolitej. Jednak nie doczekawszy się odpowiedzi do 12 marca, wyprawił do Wasyla III gońca zgłaszając chęć poddania się Moskwie, która toczyła w tym czasie III wojnę litewsko-rosyjską. Jednocześnie Gliński próbował wzniecić bunt w księstwie przeciw Zygmuntowi I Staremu. Opanowanie Mozyrza zapewniło Glińskiemu swobodą komunikację z Moskwą, a jednocześnie odcięło od Litwy całą Kijowszczyznę. W tym też kierunku wysłał swego brata Wasyla Glińskiego, który bezskutecznie próbował zdobyć Owrucz i Żytomierz. Sam Michał Gliński ruszył na Słuck, ale nie mając środków oblężniczych, wobec oporu księżnej wdowy Anastazji, zawrócił z powrotem. W tym czasie powiększył swoje oddziały do 2 tys. ludzi i przed przysłanym posłem moskiewskim złożył przysięgę wierności. Następnie ruszył wraz z 20 tys. armią moskiewską Wasyla Szemiaczyca ruszył na Mińsk, którego jednak nie zdobył szturmem i zamiast tego spod zamku w Mińsku wysyłał sposobem tatarskim zagony palące tereny po Oszmianę i Nowogródek.
Kontrakcja armii litewskiej była szybka. Ostrogski już 2 maja opanował Turów, ale Gliński zaczął wycofywać się w kierunku Orszy, gdzie stanął z grupą wojsk moskiewskich Daniły Oboleńskiego. W dniu 13 lipca 1508 roku pod Orszą doszło do bitwy, zakończonej niekorzystnym wynikiem dla wojsk moskiewskich, które ustąpiły z pola i odeszły w kierunku Dubrowny.
W czasie kolejnej wojny litewsko-moskiewskiej (1512-1522), od 15 lutego 1513 roku Michał Gliński dowodził nieudanym oblężeniem Smoleńska i rozwinął akcję werbunkową w Niemczech. Po ponownym oblężeniu Smoleńska i jego poddaniu się w dniu 30 lipca 1514 roku i przekazaniu go przez Wasyla III kniaziowi Szujskiemu, rozgoryczony tym faktem Michał Gliński podjął tajne rokowania ze stroną polską, chcąc porzucić Wasyla III. Spisek ten jednak wykryto i Wasyl III rozkazał Glińskiego uwięzić. Przed karą śmierci uratowało go zdeklarowanie chęci przejścia na prawosławie. Dopiero po ślubie jego bratanicy Heleny z wielkim księciem Wasylem III w 1526, po usilnych jej staraniach, został w lutym 1527 zwolniony z więzienia, obdarzony dobrami i stopniowo zaczął wracać do łask cara, który przed swoją śmiercią w grudniu 1533 powołał go do Dumy bojarskiej, która obok regentki Heleny Glińskiej miała sprawować rządy w imieniu małoletniego syna Iwana. W kilka miesięcy później, w lipcu 1534, popadł w konflikt ze stronnictwem Oboleńskich, wywierających znaczny wpływ na regentkę, ponownie trafił do więzienia, gdzie wkrótce zmarł.
Postać kontrowersyjna w historiografii polskiej, spopularyzowana w literaturze pięknej XIX w., m.in. przez J. U. Niemcewicza Śpiewy historyczne, F. Wężyka Gliński. Tragedia w 5 aktach wierszem, F. Kubalę Gliński - dramat historyczny w 4 aktach.